# St.-Gregor-von-Nyssa-Kathedrale (Trapezunt)

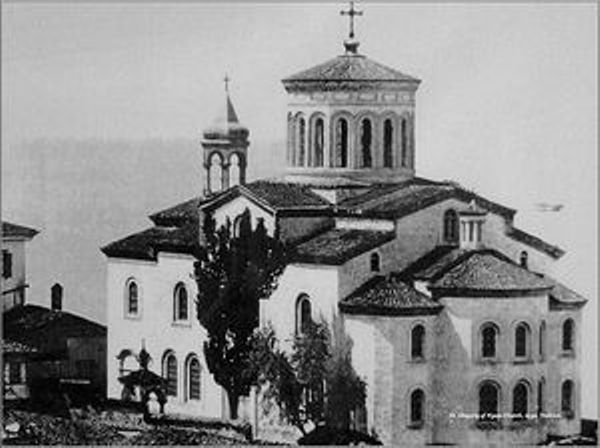
St.-Gregor-von-Nyssa-Kathedrale (um 1900)

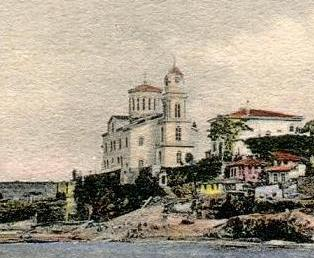
Ansicht von der Seeseite (mit höherem Glockenturm)

Die St.-Gregor-von-Nyssa-Kathedrale war eine griechisch-orthodoxe Kirche in Trapezunt, dem heutigen Trabzon, an der türkischen Schwarzmeerküste. Die Kirche und das zugehörige Kloster bestanden von 1280 bis 1930. In der Nähe befand sich das Phrontisterion, eine berühmte Schule.
Kirche und Kloster wurden zwischen 1280 und 1297 im Auftrag von Eudokia Palaiologina, der Frau Johannes II., Kaiser von Trapezunt, erbaut und dem heiligen Bischof und Kirchenlehrer Gregor von Nyssa (etwa 330–395) gewidmet.
Nach der Umwandlung der Kirche des Hl. Philippos, die bis dahin als Bischofskirche gedient hatte, in eine Moschee (Kudrettin-Moschee) im Jahr 1665 wurde St. Gregor zur Kathedrale der Stadt Trapezunt.
1863 baute Metropolit Konstantios von Trapezunt auf den Grundmauern des mittelalterlichen Klosterkomplexes eine repräsentative neue Kirche mit drei Apsiden, Glockenturm und einem 16-eckigen Kuppeltambour.
Nach den Griechenverfolgungen im Osmanischen Reich 1914–1923 und der Aussiedlung der Pontosgriechen 1923 wurde die Kirche 1930 gesprengt. Am Ort der ehemaligen Kirche wurde der Stadtklub errichtet.